# Orthetrum abbotti
Orthetrum abbotti é uma espécie de libelinha da família Libellulidae. 
Pode ser encontrada nos seguintes países: Angola, Benin, Burkina Faso, República do Congo, República Democrática do Congo, Costa do Marfim, Egipto, Etiópia, Gana, Guiné, Quénia, Libéria, Madagáscar, Malawi, Moçambique, Namíbia, Nigéria, Serra Leoa, Somália, África do Sul, Sudão, Tanzânia, Togo, Uganda, Zâmbia, Zimbabwe e possivelmente em Burundi.
Os seus habitats naturais são: florestas subtropicais ou tropicais húmidas de baixa altitude, savanas áridas, savanas húmidas, matagal árido tropical ou subtropical, matagal húmido tropical ou subtropical, rios, rios intermitentes, áreas húmidas dominadas por vegetação arbustiva, pântanos, marismas intermitentes de água doce e nascentes de água doce. 